# پیتر بوداک
پیتر بوداک (انگلیسی: Peter Bodak؛ زادهٔ ۱۲ اوت ۱۹۶۱) بازیکن فوتبال اهل بریتانیا است.
از باشگاه‌هایی که در آن بازی کرده‌است می‌توان به باشگاه فوتبال منچستر سیتی، باشگاه فوتبال سوانزی سیتی، و باشگاه فوتبال منچستر یونایتد اشاره کرد.